# Chrozophora sabulosa
Chrozophora sabulosa är en törelväxtart som beskrevs av Grigorij Silych Karelin och Ivan Petrovich Kirilov. Chrozophora sabulosa ingår i släktet Chrozophora och familjen törelväxter. Inga underarter finns listade i Catalogue of Life.